# 3 pecados después
«3 pecados después» (estilizado como 3 PECADOS DESPUÉS...) es una canción del cantautor argentino Milo J, lanzado el 11 de julio de 2024 a través del sello Dale Play Records. La canción forma parte del álbum de estudio 166 del cantante.
El 19 de diciembre de 2024, Milo J publicaría la versión en vivo de la canción, la que formaría parte del álbum en vivo 18 (En Vivo Estadio de Morón), a través del sello Dale PLay Records. Esta versión sería unificada con las canciones «1708» y «Ni Carlos ni José» del mismo artista, quedando con nombre de «Intro + 3 pecados + Ni Carlos ni José (En vivo Estadio de Morón)»
La canción incluye un fragmento de una premiación al cantautor argentino Charly García, en la cuál crítica el uso del Auto-Tune.

## Antecedentes
A través de sus redes sociales, el cantante Milo J anunció el tracklist de su álbum de estudio 166, en el que destacaría la canción «3 pecados después». El álbum (y por ende la canción) fue lanzado el 11 de julio de 2024.